# تفجيرات دمشق مايو 2012
تفجيرات دمشق مايو 2012 أو تفجيرات 10 أيار/مايو 2012 في دمشق هي سلسلة تفجيرات بسيارات مفخخة خارجَ مقرّ الاستخبارات الحربيّة في دمشق عاصمة الدولة السورية. حسبَ التحقيقات الحكومية؛ فإنّ مرتكبي التفجير قد استعملوا أكثر 1,000 كيلوغرام (2,200 رطل) من المتفجرات مما تسبب في تمزق واجهة 10 طوابق المبنى الحكومي هذا فضلًا عن مقتل 55 شخصا وما يقرب من الـ 400 جريح. كان ذاك الهجوم هو الأكثر دموية منذ اندلاع الحرب الأهلية السورية لكنه سرعان ما زادَ لهيبُ الحرب وحصلت أحداث أخرى تجاوزتهُ بكثير.

## التفجير
انفجرت سيارة مفخخة أولى على الطريق السريع قُرب حي الطبعة الأولى المتاخمة لمقر الاستخبارات العسكرية أثناء ساعة الذروة الصباحية. تسبب هذا التفجير في تدمير الجدار الأمني كما احتشدَ الناس حول موقع الانفجار فتبعهُ انفجار ثاني أكبر منه.

## المسؤولية
ألقت وزارة الداخلية السورية باللوم على ما سمّتهم «الإرهابيون الذين يتلقونَ دعمًا منَ الخارج» وحمّلتهم مسؤولية ما حصل. لكن وفي المُقابل فقد اتهمت جماعات المعارضة الحكومة السورية بتنظيم التفجيرات لتشويه سمعة المعارضة التي تُقاوم الجيش الأسدي. تلقت هذه الرواية تشكيكًا منَ بعض الصحفيين والمحللين في الشرق الأوسط والذين اعتبروا أنه من غير المرجح أن الحكومة ستهاجم مقرّ جِهاز المخابرات. ذكرَ بيل روجيو محلل القضايا العسكرية إنّهُ «من المرجح جدًا» أن تنظيم "القاعدة" هو المسؤول عمّا حصل من خلال ذراعها في سوريا جبهة النصرة. هذا الاحتمال كان ورادًا جدًا وقد تبنتهُ عديد المراكز البحثية والدراسية كما تقاسمهُ الكثير منَ المحللين الذينَ أكّدوا على أنّ ما حصل هو دليل على رغبة تنظيم القاعدة المتطرف في الدخول في الانتفاضة السوريّة والمشاركة فيها خاصّة بعدما أصبحت عنيفة ودمويّة في كثيرٍ من الأحيان. ازدادت الشكوك حولَ مسؤولية القاعدة بعدما انتشر شريط فيديو يظهرُ فيه رجل يدعي أنه من جبهة النصرة وهو من قام بتلك الهجمات أو بالأحرى هو المسؤول عنها. ومع ذلك؛ بعد أربعة أيام فقط، نفى شخص ادّعى أنه المتحدث باسم الجماعة أن المنظمة مسؤولة عن الهجوم مؤكدًا على أنّ الفيديو مزور ومحرف وأن أي معلومات بشأن مثل هذه العمليات سيُعلن عنها في المنتديات الجهادية.
بحلول 18 أيار/مايو قالَ الأمين العام للأمم المتحدة بان كي مون إنه يعتقد أن القاعدة وراء الهجوم ثم أضاف: «المرعب والغريب؛ قبل بضعة أيام كان هناك معلومات استخباراتية تُفيد بقرب هجوم إرهابي كبير ... أعتقد أنه يجب أن يكون تنظيم القاعدة وراء ذلك. وسيخلقُ هذا مرة أخرى مشاكل خطيرة جدا.» أجرت جريدة الجارديان البريطانية مقابلات مع الثوريين المنشقين الذين عملوا في الفرع الفلسطيني حيث جرى التفجير وحينَها ذكر هؤلاء الثوار أنهم يعتقدونَ أن الحكومة هي المسؤولة عمّا حصل ثم قال فيه واحدٌ منهم: «قبل ثلاثة أيام من وقوع ما وقع؛ اختفى الضباط العلويون وكذلك جميع السجناء المهمين ... أُزيلت الكاميرات كذلك! الشيء الوحيد الذي بقي في المبنى عندما وقعَ اللانفجار كانت ضباط الحرس من أهل السنّة والجماعة وبعض السجناء.» في 30 أيلول/سبتمبر؛ ذكرت قناة العربية المملوكة للعربيّة السعودية عثورها على أدلة حصريّة تؤكدُ تورط الحكومة في ما حصل وذكرت القناة ذاتها: «لقد حصلنا على الوثائق الحكومية السرية من خلال المعارضة السورية.» وتُشير الوثائق إلى أن الغرض من الهجوم هو تشويه سمعة المعارضة وإقناع المجتمع الدولي أن الإرهابيين كانوا ولا زالوا نشطين في البلاد. بحسب قناة العربية أيضًا؛ فإنّ ذو الهمة شاليش رئيس الأمن الرئاسي أمرَ العقيد سهيل الحسن من إدارة المخابرات الجوية بتنفيذ التفجير نقلا عن أوامر مباشرة من الرئيس.